# Protovis himalayensis
A Protovis himalayensis az emlősök (Mammalia) osztályának párosujjú patások (Artiodactyla) rendjébe, ezen belül a tülkösszarvúak (Bovidae) családjába és a kecskeformák (Caprinae) alcsaládjába tartozó fosszilis faj.
Nemének az egyetlen faja.

## Leírása
A Protovis himalayensis egykori előfordulási területe Tibet és a Himalája voltak. Az állat a késő miocén és a késő pliocén korszakok között élt. Eddig csak kevés, töredékes maradványai, főleg a szarvai kerültek elő; de ebből egyes kutatók máris arra következtetnek, hogy talán a Protovis himalayensis volna a vadjuhok (Ovis) őse; ennek az elméletnek a bebizonyításához további kutatások és maradványok kellenek.

## Fordítás
- Ez a szócikk részben vagy egészben  a   Protovis himalayensis című angol Wikipédia-szócikk ezen változatának fordításán alapul.  Az eredeti cikk szerkesztőit annak laptörténete sorolja fel. Ez a jelzés csupán a megfogalmazás eredetét és a szerzői jogokat jelzi, nem szolgál a cikkben szereplő információk forrásmegjelöléseként.